# David Schweiner
David Schweiner (Praga, 1 de junho de 1994) é um voleibolista de praia checo.

## Carreira
Em 2017, formou parceria com Ondřej Perušič e conquistaram juntos a primeira medalha no Circuito Mundial de Vôlei de Praia de 2018, ou seja, a medalha de prata no Aberto de Montpellier, categoria uma estrela, mesmo feito alcançado no Aberto de Mersin, categoria tres estrelas, também foram semifinalistas no Aberto de Ostrava, categoria quatro estrelas.
No Circuito Mundial de 2019 permaneceu com a mesma composição de dupla e obteve o vice-campeonato no Aberto de Ostrava, categoria quatro estrelas.
Em 2023, ao lado de Perušič, conquistou o Campeonato Mundial depois de vencer os suecos David Åhman e Jonatan Hellvig por dois sets a um na final em Tlaxcala de Xicohténcatl, México.

## Títulos e resultados
- Torneio 4* de Ostrava do Circuito Mundial de Vôlei de Praia: 2019
- Torneio 3* de Mersin do Circuito Mundial de Vôlei de Praia: 2018
- Torneio 1* de Montpellier do Circuito Mundial de Vôlei de Praia: 2018
- Torneio 4* de Ostrava do Circuito Mundial de Vôlei de Praia: 2018